# Hans Revenstorff
Hans Revenstorff (* 24. August 1906 in Westermühlen, Holstein; † 8. August 1978 in Itzehoe) war ein deutscher Politiker der FDP. 

## Leben
Revenstorff studierte Landwirtschaft an der Friedrich-Wilhelms-Universität Berlin. Nach dem Studium übernahm er 1931 den Hof seines Vaters und bewirtschaftete ihn, bis er im Zweiten Weltkrieg als Soldat eingezogen wurde. 

## Politik
Revenstorff trat bereits zum 1. Mai 1928 in die NSDAP ein, verließ die Partei aber wieder zum 31. Januar 1929. Zum 1. Mai 1937 schloss er sich der Partei wieder an (Mitgliedsnummer 5.448.317). 1946 wurde er Mitglied in der FDP und zog bei der Bundestagswahl 1949 über deren Landesliste in Schleswig-Holstein in den Deutschen Bundestag ein. Er war während seiner Abgeordnetentätigkeit als ordentliches Mitglied im Ausschuss für Ernährung, Landwirtschaft und Forsten und im Ausschuss für Grenzlandfragen tätig. 
Revenstorff war von 1951 bis 1952 außerdem Landesvorsitzender der FDP Schleswig-Holstein. Als solcher war er auch Mitglied im FDP-Bundesvorstand.